# Nobisbröd
Nobisbröd är en gammaldags typ av matbröd.  Man använder mycket litet jäst och degen jäser kallt i 10–12 timmar. Efter knådning på bakbord får brödet jäsa i ytterligare två timmar. Resultatet blir ett segt bröd med hård skorpa.